# Nemoria scotocephala
Nemoria scotocephala là một loài bướm đêm trong họ Geometridae.